# Pałac Miestodržiteľský
Pałac Miestodržiteľský – stary i historycznie ważny budynek, mieszczący się w stolicy Słowacji, Bratysławie, na Rynku Głównym Starego Miasta.
Był własnością miasta Bratysławy, aż został kupiony przez państwo w XVIII wieku dla celów mieszkaniowych dla wicegubernatora. Po II wojnie światowej, budynek był wykorzystywany przez wiele instytucji, do aksamitnej rewolucji w 1989 roku.
Obecnie jego właścicielem jest Rząd Republiki Słowackiej i stanowi jeden z wielu budynków wykorzystywanych do organizacji wydarzeń specjalnych.